# Duero (Filipinas)
Duero es un municipio filipino perteneciente a la provincia de Bohol, en las Bisayas Centrales.

## Geografía
Se encuentra en la costa sudoriental de la isla de Bohol.

## Historia
Hacia comienzos del siglo XX, el lugar, ya por entonces perteneciente a la provincia de Bohol, tenía contabilizada una población de 7143 habitantes. En 2020, el municipio de Duero tenía censados 18 861 habitantes.